# 深山粉蝨
深山粉蝨（学名：Massilieurodes monticola）为粉蝨科麻粉蝨屬下的一个种。其种加词“monticola”意为“生长在山地的”。